# マンモス団地
マンモス団地（マンモスだんち）とは、大規模な住宅団地の通称である。
明確な基準はないが、日本においては日本住宅公団や地方住宅供給公社が造成した住宅団地、または地方自治体が造成した公営団地で、おおむね1000戸以上の規模を持つものを指す場合が多い。

## マンモス団地の実例

### 北海道・東北地方

#### 北海道
- もみじ台団地（札幌市厚別区）
- 真駒内団地（札幌市南区）
- 大麻（江別市）- マンモス団地が立ち並ぶ。
- 北広島団地（北広島市）

#### 青森県
- 是川団地（八戸市）

#### 宮城県
- 鶴ケ谷団地（仙台市宮城野区）
- 茂庭台団地（仙台市太白区）

#### 福島県
- 北郡山ニュータウン（本宮市）

### 関東地方

#### 茨城県
- 取手井野団地 （取手市）
- 戸頭団地 （取手市）[注釈 1]

#### 埼玉県
- 田島団地 （さいたま市桜区）
- 芝園団地（川口市）
- 新所沢団地（所沢市）- 第1団地、第2団地、第3団地、第4団地があったが、すべて建て替えられ「プラザシティ新所沢」となった。
- 原市団地（上尾市）
- 西上尾団地（上尾市）
- 草加松原団地（草加市）- 建て替えられ「コンフォール松原」となった。
- せんげん台パークタウン（越谷市）
- 武里団地（春日部市）[注釈 1]
- 狭山台団地 （狭山市）
- 志木ニュータウン （志木市）- 「ニュータウン」の名称だが単一団地である。
- 新座団地 （新座市）
- わし宮団地 （久喜市）
- 北本団地 （北本市）
- 鶴瀬団地 （富士見市）- 第1団地、第2団地と鶴瀬市街地住宅があった。建て替えにより、第1団地は「アルビス鶴瀬」、第2団地は「コンフォール鶴瀬」となった。
- みさと団地 （三郷市）
- 若葉台団地（鶴ヶ島市、坂戸市）
- 東坂戸団地 （坂戸市）
- 北坂戸団地 （坂戸市）
- 幸手団地（幸手市）
- かわつるグリーンタウン（鶴ヶ島市）
- 吉川団地（吉川市）
- 霞ヶ丘団地（ふじみ野市）- 建て替えられ「コンフォール霞ヶ丘」となった。
- 上野台団地（ふじみ野市）- 建て替えられ「コンフォール上野台」となった。

#### 千葉県
- あやめ台団地（千葉市稲毛区）
- 千草台団地（千葉市稲毛区）
- 千葉幸町団地（千葉市美浜区）[注釈 1]
- 花見川団地（千葉市花見川区）- 団地名にちなむ花びら形の給水塔があることで知られる。
- さつきが丘団地（千葉市花見川区）
- みつわ台団地（千葉市若葉区）
- 海浜ニュータウン（千葉市美浜区）
- 幕張ベイタウン（千葉市美浜区）
- ハイタウン塩浜（市川市）
- 前原団地（船橋市）- 建て替えられ「アルビス前原」となった。
- 高根台団地（船橋市）- 公団初のボックス型ポイントハウスが導入された団地として知られる。一部は建て替えられ「アートヒル高根台」となった。最寄り駅は高根公団駅で駅名に「公団」が入る。
- 習志野台団地（船橋市）
- 若松団地（船橋市）
- 行田団地（船橋市）
- 芝山団地（船橋市）
- 常盤平団地（松戸市）[注釈 2]
- 小金原団地（松戸市）
- 牧の原団地（松戸市）
- 袖ヶ浦団地（習志野市）- 団地名は「袖ヶ浦」だが、同県袖ケ浦市（団地入居開始当時は「袖ヶ浦町」）とは無関係。
- 習志野海浜秋津団地（習志野市）
- 谷津パークタウン（習志野市）- 谷津遊園の跡地に建設された。
- 光ヶ丘団地（柏市）- 日本で初めて「ニュータウン」という名を冠した団地として知られた。建て替えられ「グリーンタウン光ヶ丘」となった。
- 豊四季台団地（柏市）- 建て替えられ「コンフォール柏豊四季台」となった。
- 北柏ライフタウン（柏市）
- 大津ケ丘団地（柏市）- 旧東葛飾郡沼南町域に所在。
- 八千代台団地（八千代市）- 日本初の大規模団地として知られる。
- 高津団地（八千代市）
- 米本団地（八千代市）[注釈 1]
- 村上団地（八千代市）[注釈 1]
- 湖北台団地（我孫子市）
- 浦安ニューシティ（浦安市）
- 浦安マリナイースト21（浦安市）
- 千葉ニュータウン（白井市・印西市・船橋市）
- 成田ニュータウン（成田市）

#### 東京都

##### 東京23区
- 桐ヶ丘団地（北区）
- 赤羽台団地（北区）- 建て替えられ「ヌーヴェル赤羽台」となった。
- 王子五丁目団地（北区）
- 豊島五丁目団地（北区）
- 辰巳一丁目アパート（江東区）
- 北砂五丁目団地（江東区）
- 大島四丁目団地（江東区）
- 大島六丁目団地（江東区）
- 南砂住宅（江東区）
- 小島町二丁目団地（江戸川区）
- 葛西クリーンタウン（江戸川区）
- 東綾瀬団地（足立区）- 建て替えられ「パークタウン東綾瀬」となった。
- 竹の塚団地（足立区）
- 大谷田団地（足立区）
- 花畑団地（足立区）
- 金町駅前団地（葛飾区）
- 立花一丁目団地（墨田区）
- 白鬚東アパート（墨田区）- 防火壁の役割を持ち縦に長いことで知られる。
- 品川八潮パークタウン（品川区）
- 希望ヶ丘団地（世田谷区）
- 高島平団地（板橋区）
- 西台アパート（板橋区）- 都営地下鉄志村車両検修場の真上に存在することで知られる。
- 光が丘パークタウン（練馬区・板橋区）- 板橋区の区域はごく一部。

##### 多摩地域
- 多摩ニュータウン（多摩市・稲城市・八王子市・町田市）
- ひばりが丘団地（西東京市・東久留米市）- 元は保谷市・田無市・東久留米市の3市にまたがっていたが、2001年に東久留米市以外の2市が合併して西東京市誕生になり、現在の2市にまたがる形となる。建て替えられ「ひばりが丘パークヒルズ」となった。
- 武蔵野緑町団地（武蔵野市）- 建て替えられ「武蔵野緑町パークタウン」となった。
- 桜堤団地（武蔵野市）- 現在は建て替えられ「サンヴァリエ桜堤」となった。
- 神代団地（調布市・狛江市）
- 多摩川住宅（調布市・狛江市）- 東京都住宅供給公社の団地。とっくり型給水塔が5基あることで知られる。
- 車返団地（府中市）
- 国立富士見台団地（国立市）
- 小平団地（小平市）
- 滝山団地（東久留米市）
- 東久留米団地（東久留米市）- 建て替えられ「グリーンヒルズ東久留米」となった。
- 清瀬旭ヶ団地（清瀬市）
- 村山団地（武蔵村山市）- 都内最大の都営団地。完成時の総戸数は5,000戸超。
- 百草団地（日野市・多摩市）- 公団初の高層ポイントハウスが導入された団地として知られる。
- 多摩平団地（日野市）- 建て替えられ「多摩平の森」となった。
- グリーンヒル寺田（八王子市）
- 館ヶ丘団地（八王子市）[注釈 1]
- 長房団地（八王子市）
- 昭島つつじが丘ハイツ（昭島市）[1]
- 鶴川団地（町田市）
- 藤の台団地（町田市）
- 町田山崎団地（町田市）
- 町田木曽住宅（町田市）

#### 神奈川県
- 百合ヶ丘団地（川崎市麻生区）- 第1団地と第2団地があった。建て替えにより、第1団地は「サンラフレ百合ヶ丘」、第2団地は「百合ヶ丘みずき街」となった。
- 虹ヶ丘団地（川崎市麻生区）
- 新ゆりグリーンタウン（川崎市麻生区）
- 河原町団地（川崎市幸区）
- 港北ニュータウン（横浜市都筑区）
- 南神大寺団地（横浜市神奈川区）
- 南永田団地（横浜市南区）
- 港南台団地（横浜市港南区）
- 野庭団地（横浜市港南区）
- 左近山団地（横浜市旭区）
- 横浜若葉台団地（横浜市旭区）
- 汐見台団地（横浜市磯子区）- 神奈川県住宅供給公社と民間企業の社宅が混在した団地。
- 洋光台団地（横浜市磯子区）
- 金沢シーサイドタウン（横浜市金沢区）
- たまプラーザ団地（横浜市青葉区）
- あざみ野団地（横浜市青葉区）
- すすき野団地（横浜市青葉区）
- 田園青葉台団地（横浜市青葉区）
- 奈良北団地（横浜市青葉区）
- 竹山団地（横浜市緑区）
- 公田町団地（横浜市栄区）[注釈 2]
- 飯島団地（横浜市栄区）
- 辻堂団地（藤沢市）[注釈 2]
- 善行団地（藤沢市）
- 浜見平団地（茅ヶ崎市）- 建て替えられ「コンフォール茅ヶ崎浜見平」となった。
- 鶴が台団地（茅ヶ崎市）
- 逗子マリーナ（逗子市）
- 浦賀かもめ団地（横須賀市）

### 中部地方

#### 山梨県
- 貢川団地（甲府市）

#### 富山県
- 太閤山団地（射水市）- 旧射水郡小杉町域に所在。

#### 静岡県
- 安倍口団地（静岡市葵区）

#### 愛知県
- 志賀団地（名古屋市北区）- 中部地方初の公団住宅として知られる。建て替えられ「アーバンラフレ志賀」となった。
- 鳴海団地（名古屋市緑区）- 公団でL字型ポイントハウスが最後に導入された団地として知られる。昭和30年代に建てられた住棟は建て替えられ「アーバンラフレ鳴海」となった。
- 鳴子団地（名古屋市緑区）一部の住棟は建て替えられ「アーバンラフレ鳴子」となった[注釈 3]。
- 平針団地（名古屋市天白区）
- 又穂団地（名古屋市西区）- 中部地方初の公団の面開発市街地住宅として知られる。建て替えられ「アーバンラフレ庄内通」となった。
- 尾上団地（名古屋市北区）
- 豊成団地（名古屋市中川区）
- 大幸東成団地（名古屋市東区）
- 保見団地（豊田市）[注釈 4]。
- 菱野団地（瀬戸市）
- 高蔵寺ニュータウン（春日井市）
- 江南団地（江南市）
- 桃花台ニュータウン（小牧市）
- 知立団地（知立市）[注釈 4]
- 岩倉団地（岩倉市）
- 朝倉団地（知多市）
- 豊明団地（豊明市）

### 近畿地方

#### 三重県
- 笹川団地（四日市市）

#### 京都府
- 洛西ニュータウン（京都市西京区）
- 向島ニュータウン（京都市伏見区）
- 小栗栖北団地（京都市伏見区）
- 醍醐石田団地（京都市伏見区）
- 桃山南団地（京都市伏見区）
- 男山団地（八幡市）
- 平城・相楽ニュータウン（木津川市・相楽郡精華町・奈良県奈良市）- 複数の都道府県にまたがるニュータウン。同ニュータウンにある「平城第二団地」は公団初のカッパ屋根の団地として知られる。
- 久御山団地（久世郡久御山町）

#### 大阪府
- 関目団地（大阪市城東区）- 第1団地と第2団地があった。建て替えにより「プロムナーデ関目」となった。
- 東長居団地（大阪市住吉区）- 第1団地と第2団地があった。建て替えにより「サンヴァリエ東長居」となった。
- 東淀川団地（大阪市淀川区 - 元は東淀川区に属していたが、1974年の分区による淀川区発足で淀川区に属するようになる。建て替えられ「アーベイン東三国」となった。
- 森之宮団地（大阪市城東区）- 公団初の面開発市街地住宅として知られる。
- 住吉団地（大阪市住之江区）
- 伝法団地（大阪市此花区）
- 千島団地（大阪市大正区）
- 新豊里団地（大阪市東淀川区）
- 南港前団地（大阪市住之江区）
- 南港ポートタウン（大阪市住之江区）
- 淀川リバーサイドタウン（大阪市北区）
- 高見フローラルタウン（大阪市此花区）
- ベルパーク（大阪市都島区）
- セントプレイスシティ（大阪市都島区）
- 泉北ニュータウン（堺市南区・和泉市）- 和泉市の区域はごく一部。
- 白鷺団地（堺市東区）[注釈 1]
- 新金岡団地（堺市北区）
- 中百舌鳥公園団地（堺市北区）
- 八田荘住宅（堺市中区）- 大阪府最大の府営住宅。
- 千里ニュータウン（豊中市・吹田市）
- 旭ヶ丘団地（豊中市）- 建て替えられ「アルビス旭ヶ丘」となった。
- 東豊中団地（豊中市）- 第1団地と第2団地があった。第1団地は建て替えられ「シャレール東豊中」となった。
- 北緑丘団地（豊中市）
- 五月ヶ丘団地（池田市）- 「アルビス五月ヶ丘」となった。
- 緑ヶ丘団地（池田市）- 現在は建て替えられ「アルビス緑丘」となった。
- 千里山団地（吹田市）
- 千里山田西団地（吹田市）
- 助松団地（泉大津市・和泉市）[注釈 2]
- 玉川橋団地（高槻市）
- 柱本団地（高槻市）
- 富田団地（高槻市）
- 下田部団地（高槻市）
- 高槻・阿武山団地（高槻市）
- 中宮団地（枚方市）- 第1団地、第2団地、第3団地、第4団地があった。第1団地と第2団地は建て替えられ「アミティ中宮北町」となった。
- 香里団地（枚方市）- A地区、B地区、C地区、D地区、E地区があったが、D地区とE地区以外は建て替えられ「香里ヶ丘みずき街」「香里ヶ丘けやき東街」「香里ヶ丘さくらぎ街」となった。
- 牧野団地（枚方市）
- 総持寺団地（茨木市・高槻市）[注釈 2]
- 茨木郡山団地（茨木市）
- 茨木安威団地（茨木市）
- 金剛ニュータウン（富田林市・大阪狭山市）- 同ニュータウンにある「金剛団地」は5000戸以上のマンモス団地として知られる。
- 寝屋川団地（寝屋川市）
- 南花台団地（河内長野市）[注釈 1]
- 住道駅前団地（大東市）
- 鶴山台団地（和泉市）
- トリヴェール和泉（和泉市）
- 箕面粟生団地（箕面市）
- ルミナス箕面の森（箕面市）
- 門真団地（門真市）
- 泉南一丘団地（泉南市）
- 狭山ニュータウン（大阪狭山市）

#### 兵庫県
- 明舞団地（神戸市垂水区・明石市)
- 新多聞団地（神戸市垂水区)
- 有野団地（神戸市北区)
- 鈴蘭台団地（神戸市北区)
- 山の街住宅（神戸市北区)
- 須磨ニュータウン（神戸市須磨区）- 同ニュータウンの西部は1977年に垂水区から須磨区に編入された地域。
- 番町住宅（神戸市長田区）
- ポートアイランド（神戸市中央区）
- HAT神戸（神戸市灘区・中央区）
- 花山東団地（神戸市北区)
- ひよどり台団地（神戸市北区)
- 西神ニュータウン（神戸市西区）
- 六甲アイランドシティ（神戸市東灘区）
- キャナルタウンウエスト（神戸市兵庫区)
- 西武庫団地（尼崎市）- 建て替えられ「パークタウン西武庫」となった。
- 杭瀬団地（尼崎市）
- アミング潮江（尼崎市）
- 大久保東団地（明石市）
- 武庫川団地（西宮市）
- 浜甲子園団地（西宮市）- 東半分は建て替えられ「浜甲子園さくら街」「浜甲子園なぎさ街」となった。
- 西宮マリナパークシティ（西宮市）
- 芦屋浜シーサイドタウン（芦屋市）- 独特な設計の建築物として知られる。
- ラ・ビスタ宝塚（宝塚市）
- フラワータウン（三田市）

#### 奈良県
- 鶴舞団地（奈良市）- 建て替えられ「奈良学園前・鶴舞」となった。
- 富雄団地（奈良市）
- 中登美団地（奈良市）
- 真美ヶ丘ニュータウン（香芝市・北葛城郡広陵町）
- 西大和ニュータウン（北葛城郡河合町・同郡上牧町）

#### 和歌山県
- 和歌山マリーナシティ（和歌山市）

### 中国・四国地方

#### 岡山県
- 東岡山団地（岡山市中区)
- 中庄団地（倉敷市)[注釈 3]
- 山陽団地（赤磐市)

#### 広島県
- 市営基町高層アパート（広島市中区)
- 鈴が峰住宅（広島市西区)
- 井口鈴が台団地（広島市西区)

#### 徳島県
- 竜王団地（徳島市・名西郡石井町）

#### 香川県
- 西春日団地（高松市）- 香川県内最大の県営住宅として知られる。

### 九州地方

#### 福岡県
- 城浜団地（福岡市東区)
- 西福岡マリナタウン（福岡市西区）
- 壱岐団地（福岡市西区）
- 若久団地（福岡市南区）- 建て替えられ「アーベインルネス若久」となった。
- 長住団地（福岡市南区）
- シーサイドももち（福岡市中央区・早良区）
- 星の原団地（福岡市早良区）
- 原団地（福岡市早良区）
- 室住団地（福岡市早良区）
- 四箇田団地（福岡市早良区）[注釈 1]
- 金山団地（福岡市城南区）
- 荒江団地（福岡市城南区）
- 徳力団地（北九州市小倉南区）- 最寄り駅は徳力公団前駅で駅名に「公団」が入る。
- 志徳団地（北九州市小倉南区）
- 日の里団地（宗像市）

#### 熊本県
- 楠団地（熊本市北区）

#### 大分県
- 明野団地（大分市）
- 敷戸団地（大分市）

#### 長崎県
- 軍艦島（長崎市）- 日本初の鉄筋コンクリート造の高層集合住宅が建設されたが、現在は無人島になった。

#### 沖縄県
- 豊見城団地（豊見城市）

### 日本国外

#### 東アジア

##### 香港
- アモイ・ガーデンズ（九龍）
- 石囲角邨（新界荃湾区石囲角）

#### ヨーロッパ

##### フランス
- サルセル（ヴァル＝ドワーズ県）

#### 北アメリカ

##### アメリカ合衆国
- プルーイット・アイゴー（ミズーリ州セントルイス）- セントルイスのスラムを取り壊すため改良住宅として設計されたが1972年に爆破解体された。
- シーダーヒルズ（オレゴン州ワシントン郡

## マンモス団地を舞台にした作品
- ウルトラマンタロウ
- 超少女明日香
- ピカ☆ンチ LIFE IS HARDだけどHAPPY
- 童夢 (漫画)
- 団地ともお
- みなさん、さようなら